# جيمس وود ديفيدسون
جيمس وود ديفيدسون (بالإنجليزية: James Wood Davidson)‏ هو صحفي وكاتب أمريكي، ولد في 9 مارس 1829، وتوفي في 15 يونيو 1905.